# جرتزو
جرتزو (به ایتالیایی: Jerzu) یک کومونه در ایتالیا است که در استان الیاسترا واقع شده‌است.

## خصوصیات
جرتزو ۱۰۲٫۵ کیلومترمربع مساحت و ۳٬۲۸۷ نفر جمعیت دارد و ۴۷۰ متر بالاتر از سطح دریا واقع شده‌است.